# 施立
施立（Shih Li），台灣知名填詞人，身兼音樂、劇場、電視及電影跨界創作人。
執導作品《野雀之詩》入圍2019台北電影節國際新導演競賽，與台北電影獎最佳女主角、最佳女配角、最佳男配角、最佳配樂四項提名，其中最佳女主角獲獎。
最新執導作品為蕭煌奇《送予你的歌》。

## 流行音樂方面
1994年開始從事流行音樂工作至今，經歷點將、EEI、索尼、EMI、福茂、華納等唱片公司，擔任企劃、宣傳、製作等工作。
1994年開始歌詞創作至今，發表重要作品包括張惠妹《也許明天》、王力宏《Julia》、劉若英《成全》、楊乃文《祝我幸福》、陳奕迅《好久不見》、張韶涵《歐若拉》、梁詠琪《洗臉》、黃乙玲《講呼自己聽》、蕭煌奇《情路無尾巷》、《無人熟識的那個人》、孫翠鳳《勇敢的查某子》等作品
。
2022年作品為參加《聲林之王3》比賽獲得第二名成績的邱軍，賽後首發單曲《不是不會痛》
。
2023年最新創作有曾昱嘉2023年東森超視、華視八點大戲《阿叔》片頭曲《愛過的朋友啊》，以及李浩瑋誠品信義2023年創作主題曲《在一切終將消逝以前》。
2024年最新發表創作為電影「（真）新的一天」主題曲-柏霖 PoLin〈新的一天〉，與影集「華麗計程車行」插曲-邱軍〈運轉人生〉。

## 部份作品列表
| 發行年份 | 歌曲名稱               | 演唱者          | 收錄專輯                                   | 作曲                 | 備註                                                        |
| -------- | ---------------------- | --------------- | ------------------------------------------ | -------------------- | ----------------------------------------------------------- |
| 1997     | 洗臉                   | 梁詠琪          | 洗臉                                       | 李偲菘/李偉菘/楊劍威 | 與陳澤杉共同作詞                                            |
| 1999     | Julia                  | 王力宏          | 不可能錯過你                               | 王力宏               |                                                             |
| 1999     | 跟蹤你                 | 郭富城          | 真的怕了                                   | 包小柏               |                                                             |
| 2001     | 成全                   | 劉若英          | 年華                                       | 陳小霞               | 與陳没共同作詞                                              |
| 2001     | 祝我幸福               | 楊乃文          | 應該                                       | 陳小霞               |                                                             |
| 2002     | 孤寂                   | 劉若英          | Love And The City                          | 陳小霞               |                                                             |
| 2004     | 欧若拉                 | 張韶涵          | 歐若拉                                     | 李天龍               |                                                             |
| 2004     | 也許明天               | 張惠妹          | 也許明天                                   | Martin Tang          |                                                             |
| 2004     | 你懂嗎                 | 張信哲          | 下一個永遠                                 | 陳小霞               |                                                             |
| 2004     | 愛與折磨               | 張信哲          | 下一個永遠                                 | 陳小霞               |                                                             |
| 2004     | 勇敢的查某子           | 孫翠鳳          | 勇敢的查某子                               | 沈懷一               |                                                             |
| 2006     | 讓我們自由             | 范瑋琪          | 我們的紀念日                               | 陳小霞               |                                                             |
| 2007     | 好久不見               | 陳奕迅          | 認了吧                                     | 陳小霞               |                                                             |
| 2008     | 講乎自己聽             | 黃乙玲 / 林慧萍 | 講乎自己聽                                 | 林慧萍               |                                                             |
| 2011     | 情路無尾巷             | 蕭煌奇          | 思念會驚                                   | 蕭煌奇               |                                                             |
| 2011     | 風還在吹               | 張心傑          | 打開心傑                                   | 陳小霞               |                                                             |
| 2011     | 繼續奔跑               | 張心傑          | 打開心傑                                   | 陳小霞               |                                                             |
| 2011     | 誰能代替               | 李治廷          | Everything                                 | 李治廷               |                                                             |
| 2014     | 無人熟識的彼個人       | 蕭煌奇          | 上水的花                                   | 蕭煌奇               |                                                             |
| 2022     | 不是不會痛             | 邱軍            | 《不是不會痛》單曲                         | 黃建為 / JerryC      |                                                             |
| 2022     | 野鳥                   | 鄭興            | 哪裡都去不了，就想念起你                   | 鄭興                 |                                                             |
| 2023     | 我們到底算什麼         | 徐暐翔          | 躍                                         | 張簡君偉             |                                                             |
| 2023     | 愛過的朋友啊           | 曾昱嘉          | 2023年東森超視、華視八點大戲《阿叔》片頭曲 | 施立                 |                                                             |
| 2023     | 在一切終將消逝以前     | 李浩瑋          | 誠品信義2023年創作主題曲                   | 李浩瑋               | 製作人 陳建騏                                               |
| 2023     | 不確認關係             | 九澤CP          | 愛在你身邊                                 | 張暐泓 / 卲豪        |                                                             |
| 2023     | 謝謝你的愛2024         | 邱軍            |                                            | 吳海文               |                                                             |
| 2024     | 運轉人生               | 邱軍            | 情歌手                                     |                      | 影集《華麗計程車行》插曲 入圍59屆金鐘獎戲劇類節目原創歌曲獎 |
| 2024     | 新的一天               | 柏霖 PoLin      | 電影「（真）新的一天」主題曲               | 高真                 |                                                             |
| 2024     | 明星                   | 張喬西          | TVBS《完全省錢戀愛手冊》插曲               |                      |                                                             |
| 2024     | 當流星劃過夜空的一瞬間 | 徐懷鈺          | 光致 蛻變                                  |                      |                                                             |

## 劇場方面
1994年加入台灣渥克劇團開始劇場創作生涯，擔任編導及演員等工作。
編導作品包括：《青蛙王子的三個女朋友》(1996)、《但願人長久》(1996) 、《芳心之罪》(1997) 、《愛在星光燦爛》(1998)。
演出作品：《御林樣萬萬歲》(1995) 、《招君外傳》(2004) 、《瑪莉瑪蓮》(2005)。另受邀為明華園歌仔戲《白蛇傳》(2004)擔任聯合編劇。
2001年，因劇場工作表現， 獲教育部遴選至法國巴黎西帖國際藝術村以戲劇導演身分駐村一年。返國後於2003年起在輔仁大學大傳系擔任戲劇相關課程講師至今。

## 節目總監方面
2006年以其流行音樂完整經歷轉戰八大電視台，擔任《台灣望春風》、《台灣的歌》、《愛拼才會贏》等音樂歌唱節目總監，並連續三年以《台灣望春風》得到第41，42，43屆電視金鐘獎最佳歌唱綜藝節目獎的殊榮。

## 電影方面
2008年重返校園就讀台北藝術大學電影創作研究所，開始電影創作之路。
==影像作品== 

### 2009
- 2009年 導演《回家吃飯》 (18min)
  - 與美國查普曼大學交流計畫作品

### 2011
- 2011年 編導《離家的女人》(35min)

### 2012
- 2012年 導演《飛吧鴿子》(85min)
  - 入圍2012電視金鐘獎最佳男主角

### 2013
- 2013年 編導《回家的女人》(80min)

### 2018
- 2018年 編導《野雀之詩》(95min) 2019年推出

### 2021
- 2021年 MV《蕭煌奇-舞台》首支MV執導作品

- 2021年 MV《蕭煌奇-送予你的歌》MV執導作品

## 獲獎與提名

### 離家的女人
| 年份   | 頒獎典禮/影展                              | 項目名稱                     | 結果 |
| ------ | ------------------------------------------ | ---------------------------- | ---- |
| 2011年 | 金馬獎                                     | 國際影展台灣製造單元觀摩播放 | 提名 |
| 2011年 | 金獅獎                                     | 國際學生電影金獅獎競賽       | 提名 |
| 2012年 | 台北電影節                                 | 短片競賽                     | 提名 |
| 2012年 | 高雄電影節                                 | 國際短片競賽優秀影片獎       | 獲獎 |
| 2012年 | 電視金鐘獎                                 | 最佳電視電影獎               | 提名 |
| 2012年 | 電視金鐘獎                                 | 最佳電視電影導演獎           | 提名 |
| 2012年 | 電視金鐘獎                                 | 最佳女主角獎                 | 提名 |
| 2012年 | 電視金鐘獎                                 | 最佳燈光獎                   | 提名 |
| 2012年 | 西班牙La Cabina 影展                       | 競賽首獎最佳影片             | 獲獎 |
| 2012年 | 兩岸三地電影學校影展                       | 競賽                         | 提名 |
| 2013年 | 日本東京國際影展                           | 觀摩放映                     | 獲獎 |
| 2013年 | 西班牙La Cabina 影展                       | 競賽首獎最佳影片             | 獲獎 |
| 2013年 | Eastern Brezze international Film Festival | 競賽                         | 提名 |

### 回家的女人
| 年份   | 頒獎典禮/影展 | 項目名稱       | 結果 |
| ------ | ------------- | -------------- | ---- |
| 2014年 | 台北電影節    | 劇情長片競賽   | 提名 |
| 2014年 | 電視金鐘獎    | 最佳電視電影獎 | 提名 |
| 2014年 | 電視金鐘獎    | 最佳男主角獎   | 提名 |
| 2014年 | 電視金鐘獎    | 最佳女主角獎   | 獲獎 |
| 2014年 | 電視金鐘獎    | 最佳剪輯獎     | 提名 |
| 2014年 | 電視金鐘獎    | 最佳美術設計獎 | 提名 |

### 野雀之詩
| 年份   | 頒獎典禮/影展  | 項目名稱                | 結果 |
| ------ | -------------- | ----------------------- | ---- |
| 2019年 | 台北電影節     | 國際新導演競賽          | 提名 |
| 2019年 | 台北電影獎     | 最佳女主角              | 獲獎 |
| 2019年 | 台北電影獎     | 最佳男配角              | 提名 |
| 2019年 | 台北電影獎     | 最佳女配角              | 提名 |
| 2019年 | 台北電影獎     | 最佳配樂                | 提名 |
| 2019年 | 釜山國際影展   | 亞洲電影之窗單元        | 提名 |
| 2019年 | 芝加哥國際影展 | 新導演競賽              | 提名 |
| 2019年 | 香港亞洲電影節 | 台灣搜畫單元            | 提名 |
| 2019年 | 溫哥華國際影展 | 觀摩放映                |      |
| 2019年 | 高雄電影節     | 觀摩放映                |      |
| 2019年 | 第54屆金鐘獎   | 迷你劇集/電視電影導演獎 | 提名 |
| 2019年 | 第54屆金鐘獎   | 電視電影獎              | 提名 |
| 2019年 | 第54屆金鐘獎   | 美術設計獎              | 提名 |
| 2019年 | 第54屆金鐘獎   | 音效獎                  | 提名 |

### 運轉人生
| 年份   | 頒獎典禮/影展 | 項目名稱       | 結果 |
| ------ | ------------- | -------------- | ---- |
| 2024年 | 第59屆金鐘獎  | 戲劇原創歌曲獎 | 提名 |

## 獎項評審方面
2023年 第三十四屆金曲獎MV組評審
2021年 第二十三屆台北電影獎劇情長片組評審
2020年 第五十五屆電視金鐘獎戲劇類組評審
2018年 第二十屆台北電影獎評審
2018年 107年度優良電影劇本獎評審
2015年 第37屆金穗獎評審

## 外部連結
- 施立在互联网电影资料库（IMDb）上的資料（英文）
- 施立的創作的Facebook專頁